# Rethera brandti
Rethera brandti (tên tiếng Anh: Lesser Madder Hawkmoth) là một loài bướm đêm thuộc họ Sphingidae. Nó được tìm thấy ở tây nam Thổ Nhĩ Kỳ và đông bắc Iraq tới miền nam Iran dọc theo dãy núi Zagros và sâu vày phía tây Pakistan. Nó cũng hiện diện ở dãy núi Alborz và Kopet Dag ở phía bắc Iran. Nơi sinh sống của ssp. brandti gồm các sườn núi ít cây có độ cao lên đến 2000 m còn nơi sinh sống của loài ssp. euteles gồm các sườn núi cao từ 1500-2000 mét.
Sải cánh dài 40–46 mm. Adults of ssp. brandti are on từ tháng 4 giữa tháng 5 làm một đợt per year. Adults of ssp. euteles are on wing from cuối tháng 3 đến giữa tháng 5 depending on the altitude in one hoặc two generations per year.
Ấu trùng có thể ăn các loài Galium.

## Phụ loài
- Rethera brandti brandti (dãy núi Alborz và Kopet Dag ở phía bắc Iran)[2]
- Rethera brandti euteles Jordan, 1937 (đông nam Thổ Nhĩ Kỳ và đông bắc Iraq đến nam Iran dọc theo dãy núi Zagros và sâu vày phía tây Pakistan)[3]